# Reinhold Hintermaier
Reinhold Hintermaier (Altheim, 1956. február 14. –) válogatott osztrák labdarúgó, középpályás, edző.

## Pályafutása

### Klubcsapatban
1972-ben az SK Altheim korosztályos csapatában kezdte a labdarúgást. 1975 és 1979 között a VÖEST Linz labdarúgója volt, ahol egy bajnoki címet szerzett a csapattal. 1979-től az NSZK-ban játszott. Öt idényt töltött az 1. FC Nürnberg, továbbá két-két idényt az Eintracht Braunschweig és az 1. FC Saarbrücken együttesénél. 1988-ban ugyan visszavonult, de 1992 és 1995 között még 19 bajnoki mérkőzésen szerepelt a nürnbergi csapatban.

### A válogatottban
1978 és 1982 között 15 alkalommal szerepelt az osztrák válogatottban és egy gólt szerzett. Tagja volt az 1982-es spanyolországi világbajnokságon részt vevő csapatnak.

### Edzőként
Edzőként csak ifjúsági csapatoknál dolgozott. 1992–1997, 2004–2010 között, majd 2016-tól az 1. FC Nürnbergnél dolgozott. Ezenkívül az SpVgg Greuther Fürth, az SK Lauf és az 1. SC Feucht korosztályos csapatainál tevékenykedett.

## Sikerei, díjai
VÖEST Linz
- Osztrák bajnokság
  - bajnok: 1973–74